# Nazia Akhter Juthi
Nazia Akhter Juthi (bengalisch: নাজিয়া আখতার যূথী; * um 1965) ist eine Badmintonspielerin aus Bangladesch. 

## Karriere
Nazia Akhter Juthi gewann 1986 ihre ersten beiden nationalen Titel in Bangladesch, wobei sie sowohl im Damendoppel als auch im Dameneinzel erfolgreich war. Sechs weitere Titelgewinne folgten bis 1996. Insgesamt war sie einmal im Dameneinzel erfolgreich, dreimal im Damendoppel und viermal im Mixed.

## Sportliche Erfolge
| Saison | Veranstaltung                  | Disziplin   | Platz | Name                                   |
| ------ | ------------------------------ | ----------- | ----- | -------------------------------------- |
| 1986   | Bangladeschische Meisterschaft | Damendoppel | 1     | Kamrun Nahar Dana / Nazia Akhter Juthi |
| 1986   | Bangladeschische Meisterschaft | Dameneinzel | 1     | Nazia Akhter Juthi                     |
| 1987   | Bangladeschische Meisterschaft | Damendoppel | 1     | Kamrun Nahar Dana / Nazia Akhter Juthi |
| 1988   | Bangladeschische Meisterschaft | Mixed       | 1     | Nazia Akhter Juthi / Shek Abul Hashem  |
| 1991   | Bangladeschische Meisterschaft | Mixed       | 1     | Mahbubur Rob / Nazia Akhter Juthi      |
| 1992   | Bangladeschische Meisterschaft | Mixed       | 1     | Mahbubur Rob / Nazia Akhter Juthi      |
| 1992   | Bangladeschische Meisterschaft | Damendoppel | 1     | Nazia Akhter Juthi / Alina Begum       |
| 1996   | Bangladeschische Meisterschaft | Mixed       | 1     | Mahbubur Rob / Nazia Akhter Juthi      |

## Referenzen
- http://www.badmintonbangladesh.org/index.php?option=com_content&view=article&id=90&Itemid=37

| Personendaten    | Personendaten                       |
| ---------------- | ----------------------------------- |
| NAME             | Juthi, Nazia Akhter                 |
| ALTERNATIVNAMEN  | নাজিয়া আখতার যূথী                         |
| KURZBESCHREIBUNG | bangladeschische Badmintonspielerin |
| GEBURTSDATUM     | um 1965                             |